# باربرا مونتجومري
باربرا مونتجومري (بالإنجليزية: Barbara Montgomery)‏ هي مخرجة وممثلة أمريكية، ولدت في 25 يونيو 1939 في كوينز في الولايات المتحدة.

## وصلات خارجية
- باربرا مونتجومري على موقع IMDb (الإنجليزية)
- باربرا مونتجومري على موقع ألو سيني (الفرنسية)
- باربرا مونتجومري على موقع أول موفي (الإنجليزية)
- باربرا مونتجومري على موقع قاعدة بيانات برودواي على الإنترنت (الإنجليزية)
- باربرا مونتجومري على موقع قاعدة بيانات الأفلام السويدية (السويدية)
- باربرا مونتجومري على موقع قاعدة بيانات الفيلم (الإنجليزية)
- باربرا مونتجومري على موقع كينوبويسك (الروسية)